# 南丹高原鰍
南丹高原鰍（學名：Triplophysa nandanensis）為輻鰭魚綱鯉形目條鰍科高原鰍屬的其中一種。分布於亞洲中國廣西壯族自治區南丹縣六寨鎮溶洞，本魚體延長，尾柄短，口下位，具觸鬚3對，胸鰭短，尾鰭叉形，體無鱗片，側線完整，體色淺黃色，頭、背部及體側散布灰黑色斑紋，魚鰭具零星點狀斑，體長可達8公分，棲息在洞穴底層水域，生活習性不明。

## 扩展阅读
維基物種上的相關：南丹高原鰍